# Elverum (Tettsted)
Elverumⓘ ist eine Stadt in der gleichnamigen norwegischen Kommune Elverum in der Provinz (Fylke) Innlandet. Die Stadt stellt das Verwaltungszentrum der Kommune Elverum dar und hat 15.869 Einwohner (Stand: 1. Januar 2024).

## Geografie

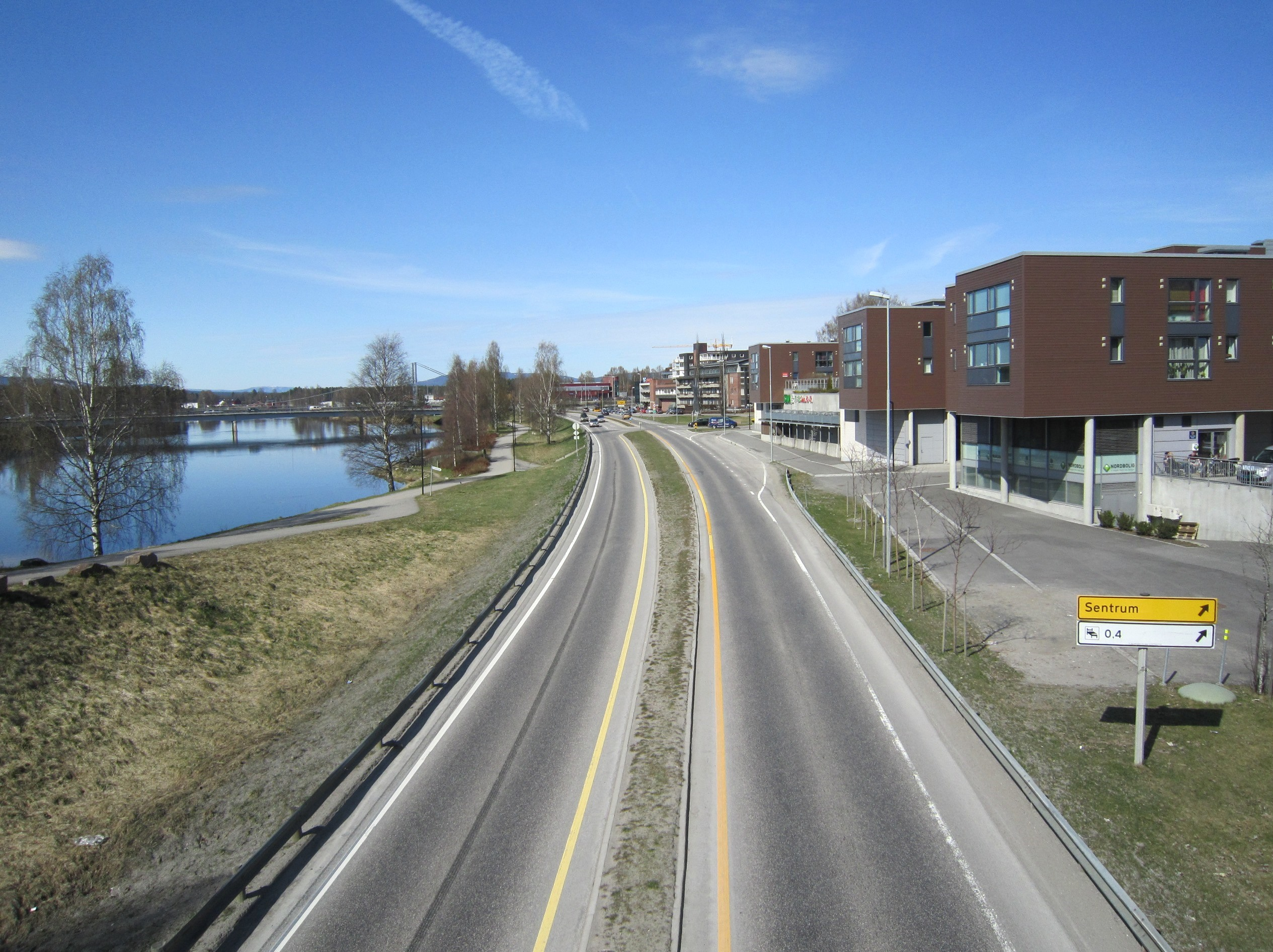
Elverum und die Glomma

Elverum ist ein sogenannter Tettsted, also eine Ansiedlung, die für statistische Zwecke als eine städtische Siedlung gewertet wird. Die Stadt Elverum liegt im Westen der Kommune Elverum in der Region Østerdalen. Die Stadt erstreckt sich am Ufer der Glomma, Norwegens längstem Fluss. Der Großteil der Stadt befindet sich am Ostufer der Glomma. Im Südwesten der Stadt mündet die Terninga in die Glomma. Die Stadt Hamar liegt etwas westlich der Stadt Elverum am Mjøsa.
Die Glomma teilt die Stadt in den östlichen Stadtteil Leiret und den westlichen Stadtteil Vestad auf. In Leiret befinden sich die Kirche, das Rathaus und die Hauptstraße der Stadt. Im Westen befindet sich der Bahnhof der Stadt und das Industriegebiet.

## Geschichte

### Festung Christianfjeld
Im Jahr 1683 wurde die nach Christian V. benannte Festung Christianfjeld (Christianfjeld festning) auf einer Anhöhe östlich der Glomma erbaut. Sie wurde Teil einer Kette von Festungen in Ostnorwegen, die im Süden in Halden begann. Die Festung in Elverum war nie in Kampfhandlungen verwickelt. Im Jahr 1716 waren auf der Festung 264 Mann stationiert. Im Jahr 1742 wurde die Festung stillgelegt, bevor es in den Jahren von 1811 bis 1814 zu einer kurzzeitigen Reaktivierung kam.
Bevor die Festung erbaut wurde, befanden sich in der heutigen Stadt Elverum nur einige Höfe. Die Festung führte dazu, dass auf dem Gebiet unterhalb der Festung erste Häuser erbaut wurden. Dieser Hintergrund verlieh dem heutigen östlichen Stadtteil den Namen Leiret (deutsch das Lager). Heute ist die frühere Festung eine Ruine.

### Heranwachsen zum Handelszentrum
Elverum entwickelte sich mit der Zeit zu einem Handels- und Verkehrszentrum. Der Markt Grundsetmartn, der ab Beginn des 18. Jahrhunderts in Elverum abgehalten wurde, war eine Zeit lang der größte Wintermarkt Nordeuropas. Der Bahnhof von Elverum wurde im Jahr 1862 eröffnet, als die Bahnstrecke Hamar–Grundsetbanen fertiggestellt war. Im selben Jahr wurde in Elverum eine Brücke über die Glomma errichtet.
Im Jahr 1878 wurde damit begonnen, auf der Westseite der Glomma die Militärbasis Terningmoen zu errichten. Neben dem Militär trug auch die Forstwirtschaft, die in der Region von größerer Bedeutung ist, zur wirtschaftlichen Entwicklung der Stadt bei.

### Elverum während des Zweiten Weltkriegs
Als es im April 1940 unter dem Decknamen „Unternehmen Weserübung“ zur Invasion Norwegens durch die deutschen Besatzer kam, floh König Haakon VII. gemeinsam mit den Mitgliedern der Regierung Nygaardsvold und den Abgeordneten des Stortings von Oslo nach Elverum. Am 9. April gaben die Stortingsabgeordneten in einer Sitzung in der Volkshochschule von Elverum der Regierung die Vollmacht, das Land weiter zu regieren, bis das Storting wieder zusammentreten könne. Am 10. April 1940 übermittelte der König den Deutschen die Botschaft, dass er sich nicht den Deutschen unterwerfen werde. Am 11. April 1940 wurde der Großteil des Stadtteils Leiret bei einem Bombenangriff durch die deutschen Besatzer zerstört. Bei dem Bombardement starben 35 Personen.

### Nach dem Zweiten Weltkrieg

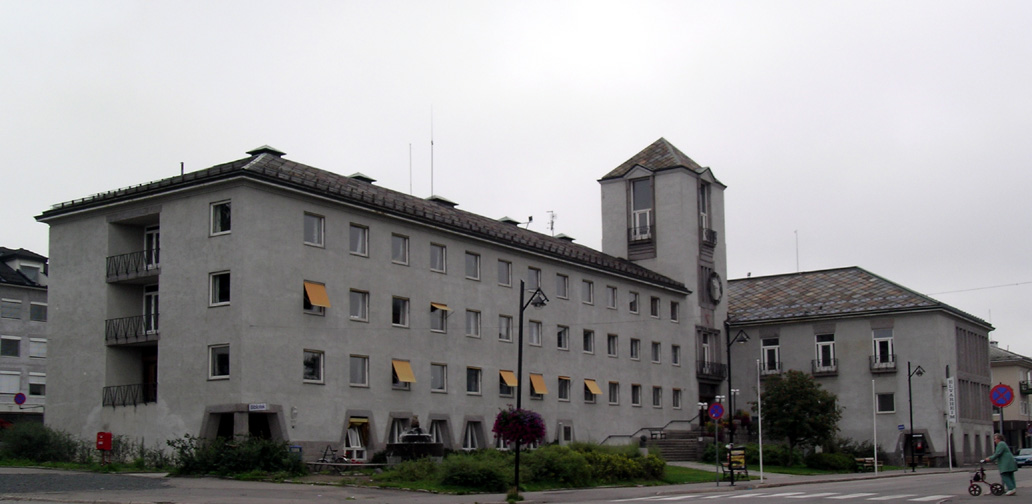
Das nach dem Zweiten Weltkrieg erbaute Rathaus von Elverum

Nach dem Ende des Zweiten Weltkriegs wurde Leiret neu aufgebaut. Dabei entstanden – wie auch anderswo in Norwegen – architektonisch stark vom Wiederaufbau geprägte Gebäude. Der Wiederaufbau war teils vom Materialmangel geprägt, führte in Elverum häufig aber auch zu einer Verbesserung der Wohnsituation. Die Häuser aus der Zeit des Wiederaufbaus gelten heute für das Stadtzentrum als typisch.
Elverum erhielt den Status als Stadt durch einen Beschluss des Kommunalparlaments von Elverum aus dem Jahr 1996.

## Wirtschaft und Infrastruktur

### Verkehr

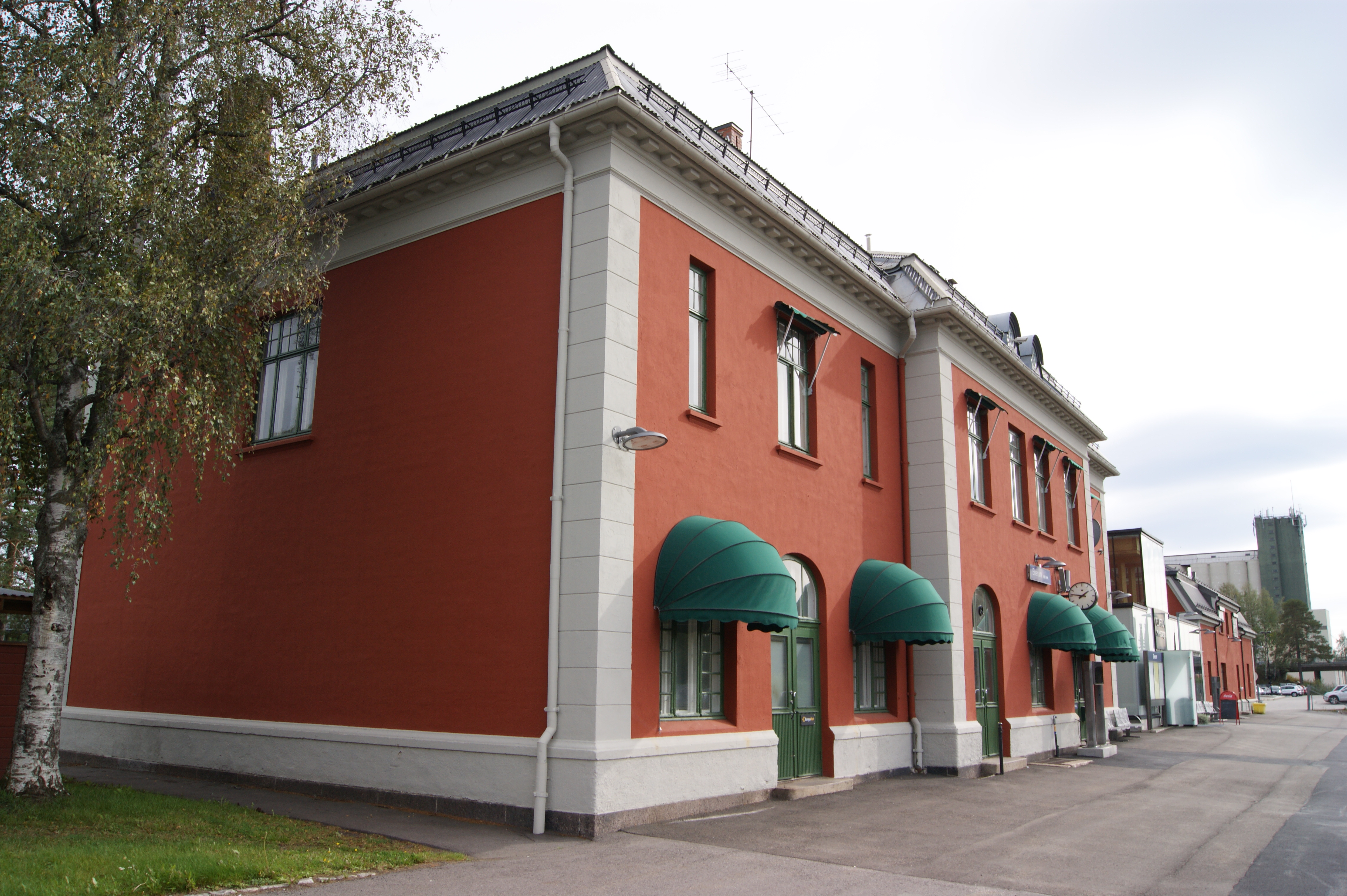
Bahnhof von Elverum

Im Westen von Elverum führt der Riksvei 3 an der Stadt vorbei. Der Riksvei führt aus dem Westen auf Elverum zu und knickt bei Elverum in den Norden ab. Richtung Westen stellt die Straße die Anbindung an den Raum Hamar her. Richtung Norden führt die Straße entlang der Glomma in das nördlichere Østerdalen. AUs dem Süden führt der Riksvei 2 auf Elverum zu. Von Elverum aus führt der Riksvei 23 Richtung Nordosten, an die schwedische Grenze.
In der Stadt treffen die beiden Bahnlinien Rørosbanen und Solørbanen (Elverum–Kongsberg) aufeinander. Die Rørosbanen führt von Hamar im Westen von Elverum nach Røros in den Norden. Die Solørbanen führt nach Kongsvinger im Südosten des Fylkes Innlandet. Der Bahnhof von Elverum wurde 1862 eröffnet, als die Strecke bis Hamar fertigstand. Das heutige Bahnhofsgebäude wurde zur Eröffnung der Solørbanen erbaut.

### Wirtschaft
Elverum ist wirtschaftliches Zentrum für die Region Østerdalen und Teilen von Solør. In Elverum befindet sich die Militärbasis Terningmoen.

### Bildung
In Elverum befindet sich die Elverum videregående skole, eine der größten weiterführenden Schulen des Fylkes Innlandet. Im Jahr 1927 wurde in der Stadt eine Hochschule für Krankenpflege eingerichtet. Im selben Jahr wurde die ab 1892 in Elverum privat organisierte Lehrerausbildung in der Lehrerhochschule Elverum (Elverum lærerhøgskole) verstaatlicht. In Elverum befindet sich ein Campus der Høgskolen i Innlandet (HINN).

## Kirche

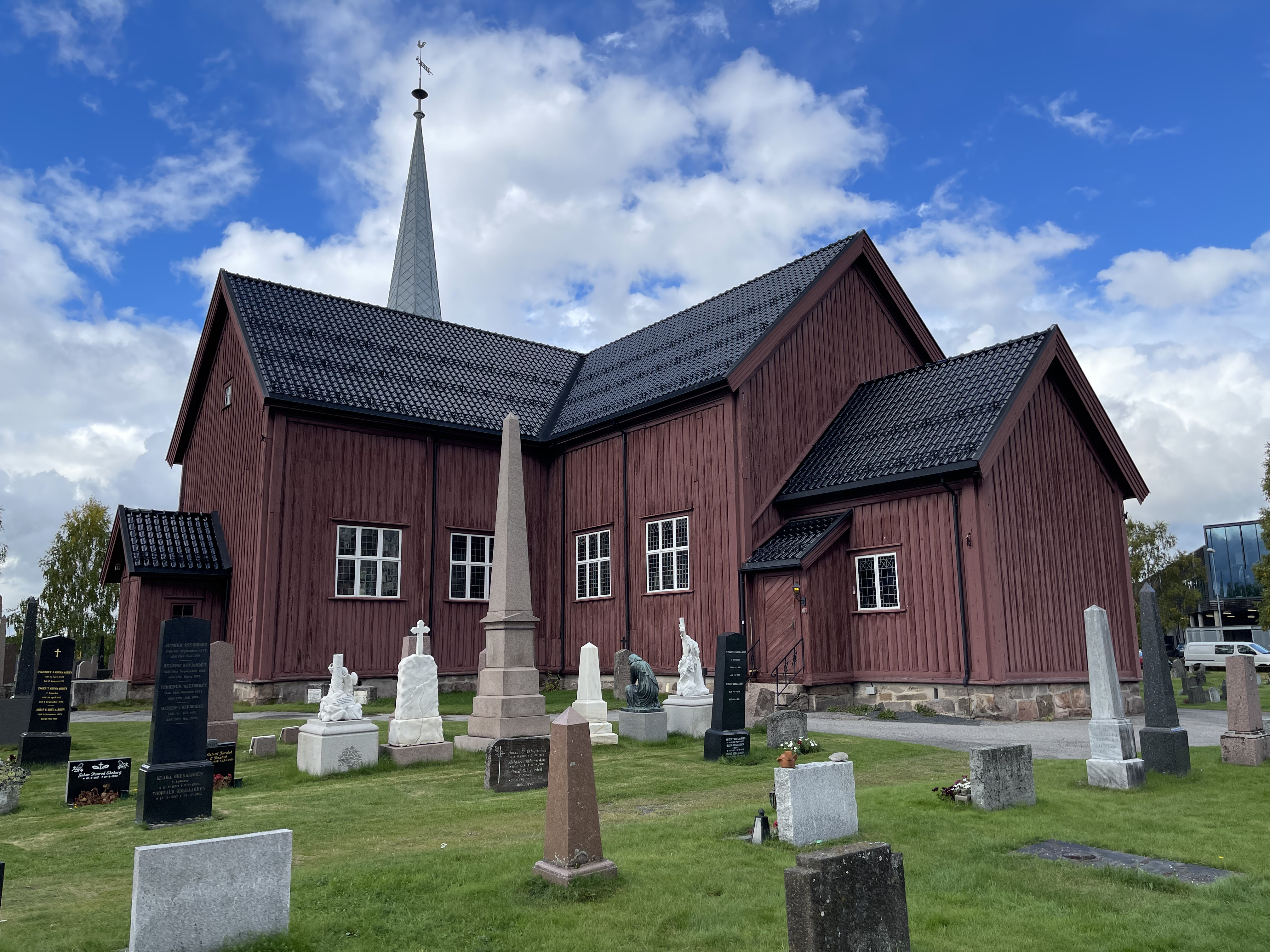
Kirche von Elverum

Die Elverum kirke ist eine Holzkirche aus dem Jahr 1738. Sie hat einen kreuzförmigen Grundriss mit einem Turm im Westen. Im Jahr 1878 wurde die Kirche nach Plänen von Henrik Thrap-Meyer modernisiert. Bei den Umbaumaßnahmen erhielt die Kirche unter anderem einen weißen Anstrich und kleinere Fenster. In den 1930er-Jahren wurde beschlossen, dass der Umbau weitgehend rückgemacht werden sollte. Die Arbeiten dazu dauerten von 1937 bis 1938 an und wurden dadurch erschwert, dass die ursprünglichen Plänen verloren gegangen waren.

## Sport
In Elverum ist der Handballverein Elverum Håndball ansässig. Dessen Heimspielstätte ist die Mehrzweckhalle Terningen Arena.

## Name
Die Einwohner Elverums werden Elverumsokning genannt. Der Name der Stadt leitet sich vom altnordischen Name Alfarheimr ab und wurde wahrscheinlich zunächst für den Pfarrhof verwendet. Der erste Teil des Namens steht für das Wort elfr, also „großer Fluss“ und bezieht sich auf die Glomma. Der zweite Bestandteil des Ortsnamens ist „-heim“, das vielerorts in Namen auftaucht.